# Neoperla lieftincki
Neoperla lieftincki és una espècie d'insecte plecòpter pertanyent a la família dels pèrlids.

## Descripció
- Les ales dels adults fan entre 15,5 i 18,3 mm de llargària.
- El mascle és gairebé similar a Neoperla luteola, tret del penis.
- La vagina de la femella és similar a la de Neoperla affinis.
- L'ou, allargat i ovalat, fa 0,33 mm de llargada aproximadament.[3]

## Hàbitat
En el seu estadi immadur és aquàtic i viu a l'aigua dolça, mentre que com a adult és terrestre i volador.

## Distribució geogràfica
Es troba a Indonèsia: Java.